# L'Œil noir
Cet article concerne un jeu de rôle à thème médiéval-fantastique. Pour le jeu vidéo inspiré de l'œuvre d'Edgar Allan Poe, voir The Dark Eye (jeu vidéo). Pour les articles avec un titre proche, voir Les Yeux noirs.
Cet article possède un paronyme, voir Œil au beurre noir.
Pour les articles homonymes, voir DSA.
L'Œil noir (en allemand : Das Schwarze Auge ou DSA) est un jeu de rôle médiéval-fantastique allemand créé par Ulrich Kiesow en 1984. En dehors de l'Allemagne — en France, en Italie, aux Pays-Bas, etc. —, le jeu est surtout connu pour sa première édition, car c'est la seule qui fut commercialisée dans ces pays.
Dans cette première version, les règles sont divisées en « règles d'initiation » et « règles avancées ». Les premières, très simples, basées essentiellement sur cinq caractéristiques, permettent une introduction aisée au jeu de rôle. Les règles avancées rajoutent un système de compétences et, malgré quelques incohérences, précisent les règles de base. L'univers y est encore largement tributaire de l'influence de Donjons et Dragons et des clichés propres au médiéval-fantastique.
Le système de jeu et son univers se sont ensuite largement développés au gré des éditions successives : 2e édition en 1988, 3e édition en 1993, 4e édition en 2001 et 5e édition en 2015. Les éditions 2 à 4 n'ont pas été adaptées en français, l'essentiel de ces publications n'étant accessibles qu'aux pays germanophones ; la troisième édition fut en partie adaptée en néerlandais ; en 2003, la quatrième édition a été traduite en anglais. La traduction en français et en anglais de la 5e édition sont prévues pour 2016. L'Œil noir a aussi fait l'objet d'adaptations en jeux vidéo, et en de nombreux romans en allemand et en anglais. Le crowdfunding de la version française est lancé en avril 2016.
Dans cet univers, l'œil noir représente une sphère magique inamovible permettant de voir ce qui se passe dans n'importe quel lieu, à n'importe quelle époque.

## Historique

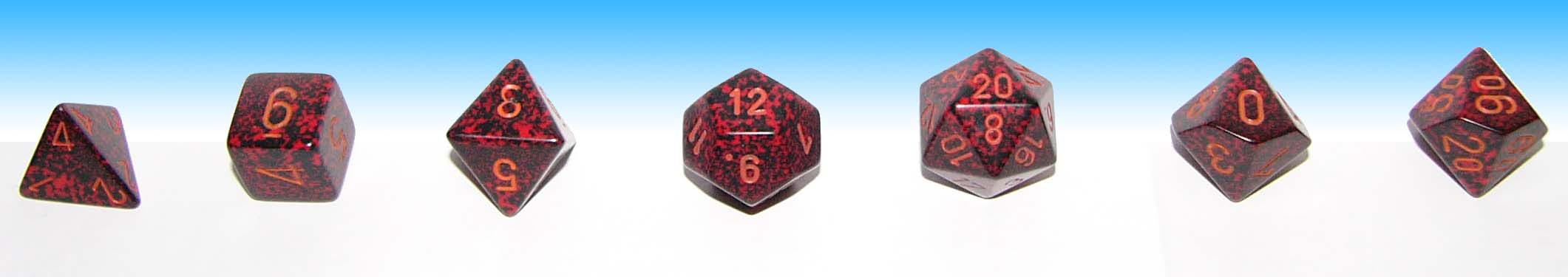
Dés de jeu de rôle. De gauche à droite : d4, d6, d8, d12, d20, d10, et dé pour obtenir la dizaine d'un pourcentage (d100) ; le chiffre correspond au nombre de faces du dé.

- 1984 : L'Œil noir est créé par Hans Joachim Alpers et Ulrich Kiesow, fondateurs de Fantasy Productions (FanPro), et édité par Schmidt Spiele, en Allemagne. Schmidt France édite la première édition la même année, en France, sous forme de coffrets cartonnés.
- 1985 : Gallimard édite une version française dans le cadre de sa collection Un livre dont vous êtes le héros ; présentée dans des boîtiers plastiques en forme de livre, elle contient les règles, des dés, des stylos et d'autres documents (cartes, feuilles de personnage, etc.).
- 1986 : traduction en italien.
- 1988 : règles avancées de la première édition — Maîtres d'armes 1 (MDA 1).
- 1988 : publication de la 2e édition.
- 1989 : règles avancées de la première édition — Maîtres d'armes 2 (MDA 2).
- 1993 : publication de la 3e édition.
- 1997 : le jeu est édité par FanPro (Fantasy Production) après de la faillite de Schmidt Spiele.
- 2001 : publication de la 4e édition.
- 2003 : traduction de la 4e édition en anglais (sous le nom de The Dark Eye, FanPro n'ayant pu acheter le nom Realms of Arkania).
- 2007, avril : l'édition du jeu est externalisée et assurée par Ulisses Spiele ; l'éditeur FanPro ferme en 2012.
- 2014, mai : publication de la version bêta de la 5e édition.
- 2015 :
  - juillet : parution de la version définitive de la 5e édition et annonce du projet de traduction en anglais ;
  - septembre : annonce du projet de traduction française et campagne de financement participatif.
- 2018, novembre : le dernier fichier PDF de la campagne de financement pour la traduction française est livrée aux souscripteurs.
- 2019 : Ediciones Epicismo lance une campagne de financement pour la traduction espagnole El Ojo Oscuro[1].
- 2020 : sortie de la 5e édition en version française.

En 1977, Werner Fuchs ouvre une boutique à Düsseldorf, Fantastic Shop, qui vend des bandes dessinées et des jeux de société ; il est par ailleurs lecteur pour la collection de science-fiction de l'éditeur Droemer Knaur. Il commence à jouer à Donjons et Dragons avec son beau-frère, Ulrich Kiesow, en 1982 ; il conseille alors Droemer Knaur de s'intéresser à ce domaine. Lorsque durant l'hiver 1982, il apprend que TSR, l'éditeur de D&D, veut sortir une version allemande, il propose son aide. Fuchs, Kiesow et Hans Joachim Alpers traduisent la gamme D&D, mais ils n'ont pas les moyens de satisfaire les exigences de TSR ; ils négocient donc avec Droemer Knaur et Schmidt Spiele.
En novembre 1983, l'éditeur Schmidt Spiele demande à cette équipe de créer un jeu de rôle pour avril 1984. Partant de zéro, ils crayonnent la carte l'Aventurie sur un coin de la table du salon — le nom de la capitale de l'empire, Gareth, vient du nom d'un quartier de Düsseldorf, Garath — et sortent pour le salon du jeu Spielmesse de 1984 un jeu sous la forme de deux livrets de 60 pages. L'équipe commerciale de Schmidt Spiele décide que le nom Aventurien est peu vendeur et rebaptise le jeu L'Œil noir, un nom totalement absent du jeu mais porteur de mystère. Grâce à une promotion intensive, la boîte de base, Das Schwarze Auge — Abenteuer Basisspiel, se vend à 100 000 exemplaires la première année.
Les ventes sont spectaculaires, mais le jeu souffre d'une image naïve : règles simples, voire qualifiée de simplistes à une époque où les systèmes de jeu de rôle sont complexes, noms à la consonance "enfantine" (comme par exemple « Aventurie »), nécessité de prononcer des « formules magiques » à voix haute, présence d'un masque de plastique dans la boîte… Toutefois, la vision médiévale du trio allemand se rapproche des sagas des héros nordiques et tranche avec les standards américains, et le jeu réussit à s'ancrer en Allemagne.
À partir de 1988, Ulrich Kiesow s'occupe seul du développement du jeu. En 1992 sort le premier jeu vidéo dérivé, Die Schicksalsklinge.
Kiesow meurt en janvier 1997. Cette année-là, Fuchs et Alpers rachètent les droits d'exploitation à Schmidt Spiele.
En 2002, la 4e édition se vend à 20 000 exemplaires.

## Univers
Le jeu se déroule dans un univers fantasy médiéval-fantastique, sur la planète « Dère », et plus particulièrement sur le continent appelé « Aventurie ». Les extensions Les Maîtres d'arme décrivent le monde de Tharoune, basé sur un mythe de terre creuse où les héros sont confrontés à une société étrangère militariste vivant sous la surface. Un autre continent a été décrit plus récemment : Myranor, surnommé en Aventurie le « Pays de l'or ». Ce projet, envisagé par Ulrich Kiesow depuis le début des années 1990, n'aura vu le jour qu'en 2000 : c'est le lointain continent d'origine des humains d'Aventurie, peuplé d'hommes-chats, d'hommes-loups, et de bien d'autres créatures… Il est beaucoup moins détaillé que l'Aventurie, les auteurs laissant volontairement une grande part à l'imagination des joueurs. Les autres continents, Uthuria et Riesland, restent très mystérieux et ne sont abordés qu'en quelques pages dans les boîtes Das Land des Schwarzen Auges et Die Welt des Schwarzen Auges.
Inspiré de ses prédécesseurs, et de Donjons et Dragons en particulier, le jeu a séduit par son absence de prétention, se contentant d'insuffler une touche teutonique aux idées les plus communes au genre médiéval-fantastique : gobelins, dragons, trésors, etc. L'univers s'est ensuite largement développé au cours des vingt années qui ont suivi, cultivant notamment un réalisme plus poussé dans la description des mœurs, de la psychologie, et des valeurs des différents groupes sociaux (par exemple en développant les implications sociales et politiques des clergés du panthéon des douze dieux, ou encore en développant les traits sociologiques et culturels de chaque peuple, conférant ainsi une crédibilité et une épaisseur psychologique aux personnages non-joueurs). Les règles ont aussi eu tendance à restreindre la puissance de la magie et à lui préférer des manifestations plus « réalistes » : elle n'est pas « miraculeuse » et sa portée est limitée. Elle ressemble donc à une sorte de substitut à la technologie. Les auteurs de L'Œil noir définissent cette touche d'ensemble comme du Realistic fantasy.

## Première édition

Logo de la première édition.

### Présentation
La première édition a été publiée en Allemagne, en France, en Italie, et aux Pays-Bas. Elle utilise un système de jeu à classes et niveaux. Les règles de base, décrites dans Le Livre des règles inclus dans la boîte Initiation au jeu d'aventure, sont extrêmement simples : la plupart des paramètres sont déterminés par la classe et le niveau ; elles sont utilisables jusqu'au 5e niveau de personnage. Les règles étendues, décrites dans Le Livre des règles II de la boîte Extension au jeu d'aventure, introduisent un système de compétences et de nombreuses règles optionnelles.

### Règles de base et étendues

#### Personnage
Un personnage, appelé « héros » dans les règles, est défini par cinq caractéristiques, appelées « qualités » :
courage, intelligence, charisme, adresse, force. La valeur de chaque caractéristique est déterminée par le résultat du jet d'un dé à six face auquel on rajoute 7 (soit, dans le lexique du jeu de rôle : 1d6+7) ; un personnage peut porter un poids égal à sa force × 100 onces (1 once aventurienne pèse 25 g). Le joueur peut choisir entre cinq classes de héros : aventurier, guerrier, Nain, Elfe, mage. Tous les héros peuvent être aventuriers ; les autres types ne sont accessibles que sous certaines conditions de qualités (par exemple, un guerrier doit avoir au moins 12 en courage et en force). Le type de personnage détermine le nombre initial de « points d'énergie vitale » (de 20, pour les mages, à 35, pour les nains ; à titre de comparaison, une épée inflige 1d6+4 points de dégâts) ; ce nombre baisse lorsque le personnage est blessé ou empoisonné. Au fil des aventures, le héros accumule des « points d'aventure » qui lui permettent de changer de niveau : le personnage gagne alors un point dans une qualité, un point en « attaque » ou en « parade », 1d6 « points de vie » ou, pour les elfes et les mages, 1d6 points de vie ou « points d'énergie astrale ».
Les règles étendues offrent quatre types supplémentaires de héros, à choisir dès la création ou comme évolution d'un personnage aventurier ou Nain : cavalier, druide, prêtre, Elfe des bois. Elles ajoutent une sixième qualité : l'endurance, qui représente la résistance à la fatigue et aux maladies (supérieure à 20, la guérison spontanée est possible ; et elle est accélérée si l'endurance est supérieure à 25). Le score initial est égal à la somme de la force et de l'énergie vitale ; elle diminue pendant les efforts : course, natation, combat, etc. Les règles étendues introduisent également la notion « d'aptitudes », qui correspondent à des activités bien précises, comme monter à cheval (aptitude « équitation ») ou se dissimuler (aptitude « camouflage »). Les aptitudes varient de 0 à 18. Lorsqu'il gagne un niveau, le joueur dispose de 10 points pour augmenter les aptitudes ; le coût d'augmentation dépend du type de héros (le guerrier est supposé plus doué pour l'équitation que le magicien) et du niveau déjà atteint pour l'aptitude considérée.

#### Résolution des actions
La durée des actions est comptabilisée en « jeux » : un jeu dure cinq minutes et correspond à la durée moyenne d'un combat (chaque assaut dure environ deux secondes). Les actions sont résolues en mettant une qualité ou une aptitude à l'épreuve, avec un modificateur positif si l'action est difficile ou négatif si elle est facile ; l'action réussit si : 1d20 + modificateur < qualité ou aptitude.
En combat, les personnages agissent par ordre de courage décroissant ; tout le monde commence avec une capacité d'attaque de 10 et une capacité de parade de 8, modifiées par l'adresse du combattant et par l'arme utilisée. Si l'attaquant réussit l'épreuve d'attaque et le défenseur rate l'épreuve de parade, le défenseur est touché et perd autant de points de vie que le nombre de points d'impact de l'arme, moins le degré de protection de l'armure (exemple : une cotte de mailles a un indice de protection de 4) ; si l'attaquant fait un score de 1 ou 2 aux dés, il fait un « coup de maître » (dégâts maximaux, non amortis par l'armure) ; pour chaque parade réussie, les protagonistes lancent les dés pour savoir si leur arme ne se brise pas (l'arme dispose d'un « facteur de rupture »).
Les règles étendues décrivent des processus de fuite, d'esquive des projectiles, de combat à cheval, d'infection des blessures, de charge (succession d'attaques de la part du même combattant) ; elles affinent les règles de combat à mains nues et substituent la notion de « coup de maître » par celle de « bonne attaque » (l'attaquant rejoue 1d6 et doit faire moins d'une valeur dépendant de son score d'attaque) et de « bonne parade » (faire cinq points de moins que le score de parade avec le d20) : une bonne attaque qui n'est pas parée par une bonne parade indique un impact grave ou critique (rejouer 1d20 et consulter le résultat sur une table dédiée) ; un jet de 20 à l'attaque ou à la parade peut entraîner une maladresse. Les règles étendues proposent des règles de combat avec figurines, qui permettent de gérer plus finement les déplacements, avec par exemple la possibilité de repousser un adversaire.

#### Magie
Les elfes et les mages peuvent pratiquer la magie en utilisant des « points d'énergie astrale » (25 pour les elfes, 30 pour les mages). Le joueur doit solliciter sa mémoire et retenir ses formules pour les prononcer en cours de jeu : par exemple, il doit prononcer, sans aide-mémoire, la phrase « Balsamon - Guérison » pour que son personnage lance le sort de guérison. Le personnage perd le nombre de points d'énergie astrale correspondant au sort.
Les magiciens disposent d'une baguette magique : ce bâton long d'1,6 m ressemble à un gourdin. Lorsque son niveau augmente, le magicien peut tenter d'enchanter sa baguette et de lui donner un pouvoir ; il doit pour cela réussir un jet combiné d'intelligence et de charisme (2d20 sous la somme des deux qualités, avec éventuellement un bonus), et perdre définitivement un certain nombre de points d'énergie astrale, qui sont transférés dans la baguette. Il existe cinq niveaux d'enchantement. Le premier enchantement permet d'économiser deux points d'énergie astrale lorsque le magicien lance des sorts ; le deuxième enchantement permet de la transformer en torche inépuisable ; le troisième en corde qui s'enroule d'elle-même autour de supports quand on la lance ; le quatrième et le cinquième, qui viennent ensemble, permettent de transformer la baguette en Grande Épée de feu contrôlée par la pensée, ou en salamandre dans laquelle l'esprit du magicien peut se projeter.
Les règles étendues introduisent de nouveaux sorts. À partir du 5e niveau, il n'est plus nécessaire de prononcer de formule. Ces règles présentent également les sorts pour les druides, les Elfes des bois. La magie des prêtres est basée sur des prodiges, qui sont des manifestations divines aux effets similaires à ceux d'un sort ; l'équivalent des points d'énergie astrale s'exprime en « points de karma ».

### Règles avancées — Maîtres d'armes
Les règles avancées sont parues en France en 1989 sous le titre Règles Avancées - Maîtres d'armes 1 & 2 (titres originaux : DSA-Professional - Schwertmeister Set I et DSA-Professional II - Das Fest der Schwertmeister). Prévues pour des personnages de niveau 15 ou plus, ces nouvelles règles se voulaient plus modernes et plus complexes ; elles ont été remarquées pour leur système de localisation des dommages et pour leur système original de magie, basé sur les runes.

#### Personnage
Les caractéristiques sont identiques à celles des règles de base (courage, intelligence, charisme, adresse et force), mais dépendent peu du hasard : elles ont pour base 1d6, puis le joueur répartit 49 points, avec un minimum de 8 et un maximum de 20 pour chacune. L'attaque et la parade valent 10 et 8, comme avec les règles de base ; à la création, le joueur dispose 15 points à répartir entre les deux, sans dépasser 18 à l'attaque et 17 à la parade.
Les héros ne pratiquant pas la magie débutent avec 85 points d'énergie vitale. Les mages répartissent 120 points entre énergie vitale et énergie astrale ; les elfes et les druides disposent de 100 points. Le score d'énergie vitale progresse de 1d6 à chaque niveau, sans plus progresser à partir du 21e niveau. En cas de blessure ou de maladie, un personnage tombe inconscient quand son score d'énergie vitale descend à moins 5 ; il meurt quand ce score atteint 0. Les points d'énergie vitale sont intégralement récupérés après 30 jours de repos.
Le mécanisme de changement de niveau reste inchangé, hormis pour l'énergie astrale (voir ci-dessous). Au-delà du 21e niveau, la progression des diverses valeurs ne se fait que tous les 5 niveaux ; toutefois, à chaque changement de niveau, le joueur peut diminuer une qualité de un point pour en augmenter une autre.

#### Résolution des actions
Les caractéristiques sont mises à l'épreuve comme dans les règles de base (jet de 1d20), mais chaque jet rapporte des points d'aventure (résultat du dé divisé par 2), également attribués en fonction de la contribution à l'action, de l'interprétation du rôle, et des blessures reçues, mais pas des monstres tués.
Les règles de combat reflètent le caractère martial du monde de Tharoune, dominé par des maîtres d'armes, et donnent un souffle épique en supprimant les temps morts : les dégâts ne sont calculés qu'après une série de coups, et peu importe que le personnage qui subit 5 assauts de suite soit mort au 1er ou au 5e assaut. Le principe de l'affrontement reste le même : le personnage le plus courageux commence ; en cas d'égalité, la décision en revient aux dés ; en cas d'égalité, il n'y a pas de combat. Tant qu'un attaquant réussit des jets d'attaque, il continue ses assauts ; l'autre personnage ne peut que parer. Une « attaque de maître » (le résultat non modifié d'un dé est de 1) ne peut être parée que par une « parade de maître » (1 ou 2 sur le jet de dé sans modificateur). Le défenseur prend l'initiative lorsque le jet d'attaque de son adversaire rate, ou lorsqu'il réussit une parade de maître sans que l'attaque ne soit une attaque de maître. Un attaquant qui rate une attaque subit un malus à sa première parade (résultat du dé multiplié par deux), sauf quand son adversaire a réussi une parade de maitre.
Lorsqu'une attaque porte, le joueur indique deux parties du corps qui étaient laissées à découvert, et l'attaquant choisit l'une des deux. Les parties du corps sont numérotées sur une silhouette. Chaque fois qu'une partie paire est touchée (tête et, pour un droitier, bras droit et jambe gauche), le personnage subit un malus de 1 à l'attaque ; si c'est un nombre impair (torse, autres membres), le personnage subit un malus à la parade. L'armure diminue les points d'impact déduits de l'énergie vitale, protège certaines parties du corps, et réduit le malus à l'attaque ou à la parade subi quand un membre est blessé (typiquement, le malus dû à la première blessure est ignoré). Plus une armure est protectrice, plus elle handicape le personnage : le score d'attaque ou de parade est diminué en fonction de la protection de l'armure. Lorsque les jets d'attaque et de parade sont égaux, l'arme ayant le « facteur de rupture » le plus élevé (c'est-à-dire : la plus fragile) se brise sur un résultat de 1 ou 2 sur 1d6 ; l'arme restée intacte voit alors son facteur de rupture augmenter de 1.
Les règles décrivent également les options de feinte (attaque sans dégât, permettant d'augmenter les chances de réussite de l'attaque suivante), d'esquive (défense plus difficile, qui permet de reprendre l'initiative si elle est réussie, mais qui laisse trois zones à découvert en cas d'échec), et de combat à plusieurs contre un.

#### Magie
La puissance des Nouveaux dieux dans le monde de Tharoune y rend toute magie « classique » impossible. Là-bas, la magie est liées aux pierres de runes, qui sont des fragments de l'ancien soleil interne, Glost. Trois pierres permettent de créer un sortilège ; après plus de cinq heures de concentration, le personnage place les pierres aux sommet d'un triangle : le premier angle représente le porteur (le vecteur du sort), le second le chemin (manière d'agir du sort) et le troisième le but ; le personnage associe ensuite mentalement un mot secret à ce sort.
Pour déclencher un sort, le personnage doit prononcer le mot secret et réussir trois tests : courage, intelligence, charisme ; en cas d'échec, le personnage pourra réessayer 24 heures plus tard ; en cas de réussite, la puissance du sortilège est libérée et celui-ci devient inutilisable pendant 110 jours. Le sort puise son énergie des pierres runiques ; le personnage ne se dépense donc pas, sauf s'il veut « recharger » le sort et le relancer dans la minute qui suit : en fonction des runes et de leur emplacement, il doit alors utiliser un certain nombre de points d'énergie astrale ou, s'il ne lui en reste plus, d'énergie vitale. Les héros ne peuvent récupérer d'énergie astrale qu'en montant de niveau : ils gagnent alors un nombre de points équivalent au niveau atteint ; à partir du 21e, tous les personnages disposant d'une pierre runique, même les non-magiciens, reçoivent des points d'énergie astrale à chaque changement de niveau.
Exemples de sorts utilisant les mêmes runes disposées de façons différentes :
- déceler les points faibles de son adversaire (et augmenter son score d'attaque ou de parade de 1, ce qui se décide à la création du sort)
  - rune corps en position porteur,
  - rune vision en position chemin,
  - rune combat en position but ;
- percevoir le corps de son adversaire pendant le combat (et donc effectuer une attaque de maître)
  - rune vision en position porteur,
  - rune corps en position chemin,
  - rune combat en position but.

### Publications

#### Règles et suppléments
| Français                                  | Français                                  | Allemand                                                          | Allemand                                                 | Italien                        |
| Coffret                                   | Livre                                     | Coffret                                                           | Livre                                                    | Italien                        |
| ----------------------------------------- | ----------------------------------------- | ----------------------------------------------------------------- | -------------------------------------------------------- | ------------------------------ |
| Initiation au jeu d'aventure (1985)       | Le Livre des Règles                       | Das Schwarze Auge — Abenteuer Basis-Spiel (1984)                  | Das Buch der Regeln                                      | Uno sguardo nel buio I (1986)  |
| Initiation au jeu d'aventure (1985)       | Le Livre des Aventures                    | Das Schwarze Auge — Abenteuer Basis-Spiel (1984)                  | Das Buch der Abenteuer                                   | Uno sguardo nel buio I (1986)  |
| Les Accessoires du maître (1985)          | Héros, Monstres et Forces Obscures        | Die Werkzeuge des Meisters (1984)                                 | Helden, Monster, dunkle Mächte                           |                                |
| Extension au jeu d'aventure (1986)        | Le Livre des Règles II                    | Abenteuer Ausbau-Spiel Zusatzausrüstung für alle Abenteuer (1985) | Das Buch der Regeln 2                                    | Uno sguardo nel buio II (1989) |
| Extension au jeu d'aventure (1986)        | L'Aventurie (1986)                        | Abenteuer Ausbau-Spiel Zusatzausrüstung für alle Abenteuer (1985) | Aventurien (1985)                                        | Uno sguardo nel buio II (1989) |
| Havena, capitale de l'Aventurie (1986)    | Havena, capitale de l'Aventurie (1986)    | Havena — Die große Stadt für Fantasy-Rollenspiele (1985)          | Havena — Die große Stadt für Fantasy-Rollenspiele (1985) |                                |
| Règles avancées — Maître d'armes 1 (1988) | Règles avancées — Maître d'armes 1 (1988) | DSA-Professional — Schwertmeister Set I                           | DSA-Professional — Schwertmeister Set I                  |                                |
| Règles avancées — Maître d'armes 2 (1989) | Règles avancées — Maître d'armes 2 (1989) | DSA-Professional II — Das Fest der Schwertmeister                 | DSA-Professional II — Das Fest der Schwertmeister        |                                |

#### Scénarios
| Français                                                                             | Allemand                                 | Italien                    | Date (cal. impér.) | Région                                                        |
| ------------------------------------------------------------------------------------ | ---------------------------------------- | -------------------------- | ------------------ | ------------------------------------------------------------- |
| 01. L'Auberge du Sanglier Noir (1984)                                                | Im Wirtshaus zum Schwarzen Keiler (1984) | La Locanda “Al Cinghiale”  | 1H                 | Rochetaillade (Empire)                                        |
| 02. La Forêt sans Retour (1984)                                                      | Der Wald ohne Wiederkehr (1984)          | La Foresta senza Ritorno   | 1 H                | Nostrie et Andergast                                          |
| 03. La Fille du Calife (1985 ; scénario solo)                                        | Nedime, die Tochter des Kalifen (1984)   | La Figlia del Califfo      | 2 H                | Gori (Désert de Khôm)                                         |
| 04. Les Sept Coupes Magiques (1985 ; suite du Navire des âmes perdues)               | Die sieben magischen Kelche (1984)       | I Sette Calici Fatati      | 1 H                | H’Rabaal, jungles du Sud (Al'Anfa)                            |
| 05. La Source de Mort (1985 ; scénario solo)                                         | Der Quell des Todes (1984)               |                            | 10 H               | Maraskan                                                      |
| 06. Le Fleuve du Désastre (1984)                                                     | Der Strom des Verderbens (1984)          |                            | 9 H                | Ferdok, le Grand Fleuve (Empire)                              |
| 07. Le Tournoi des Félons (1986)                                                     | Die Verschwörung von Gareth (1985)       |                            | 11 H               | Gareth (Empire)                                               |
| 08. Le Magicien des Glaces (1986)                                                    | Unter dem Nordlicht (1984)               | Nella Fredda Luce del Nord | 2 H                | Nivèse                                                        |
| 09. L'Archipel des Cyclopes (1986 ; scénario solo)                                   | Das Geheimnis der Zyklopen (1985)        |                            | 4 H                | Nétha, Fertilia, Archipel des cyclopes                        |
| 10. Dans les Griffes du Démon (1986)                                                 | In den Fängen des Dämons (1985)          |                            | 12 H               | Wornuk (Empire)                                               |
| 11. La Porte des Mondes (1986)                                                       | Durch das Tor der Welten (1984)          |                            | 7 H                | Désert de Khôm, puis Myranor                                  |
| 12. Le Navire des Âmes Perdues (1986)                                                | Das Schiff der Verlorenen Seelen (1984)  |                            | 1 H                | Haute mer, au large de la Borelande                           |
| 13. Le Bourreau de Thalussa (1987)                                                   | Der Streuner soll sterben (1985)         |                            | 11 H               | Kushan, Thalussa (Désert de Khôm)                             |
| 14. Les Hiéroglyphes de l'Horreur (scénario solo)                                    | Borbarads Fluch                          |                            | 11 H               | Désert de Gori                                                |
| 15. Les Spectres des Marais (1986; comprend Le marais de l'angoisse ; scénario solo) | Der Zug durch das Nebelmoor (1985)       |                            | 7 H                | Duché du Pâturage (Weiden), Lac de Neufœil, Marais des brumes |
| 16. La Reine des Amazones (1987)                                                     | Die Göttin der Amazonen (1985)           |                            | 5 H                | Kurkum, province de Beilunk (Aranie)                          |
| 17. Le Chemin Maudit (1987 ; scénario solo)                                          | Auf dem Weg ohne Gnade (1985)            |                            | 6 H                | Désert de Khôm                                                |
| 18. Les Esclaves d'Al'Anfa (1986)                                                    | Verschollen in Al'Anfa (1985)            |                            | 8 H                | Al'Anfa, monts de la Mousson                                  |
| 19. La Forêt des Araignées (1989)                                                    | Im Spinnenwald (1986)                    |                            | 6 H                | Thorval, Pays des orques                                      |
| 20. La Tour Pourpre (1987)                                                           | Der Purpurturm (1987)                    |                            | 8 H                | Pays des orques                                               |
| 21. Le Trésor des Orks (1987)                                                        | Der Orkenhort (1987)                     |                            | 12 H               | Pays des orques                                               |
| 22. La Faucille Noire (1989 ; scénario solo)                                         | Die Schwarze Sichel (1985)               |                            | 11 H               | Duché du Pâturage (Weiden), Faucille noire                    |
| 23. Rage noire (1989)                                                                | Seuche an Bord (1987)                    |                            | 7 H                | Havena (Empire)                                               |
| 24. Terreur sur Ranak (1986)                                                         | Das Grauen von Ranak (1986)              |                            | 8 H                | Brabak (Al'Anfa)                                              |

## Deuxième édition

### Présentation
La deuxième édition est apparue en Allemagne en 1988, peu après l'échec commercial des Maîtres d’armes ; la boîte de base était sous-titrée Die Helden des Schwarzen Auges. Cette deuxième édition n'a pas été traduite en français ; par contre, la première édition a été rééditée en France sous le titre « Les Héros de l’Œil noir », avec la couverture de cette deuxième édition, ce qui a entretenu une certaine confusion (encore accrue si l'on considère le jeu de société publié en 1993 : Les Héros de l'Œil noir).
La deuxième édition ajoute plusieurs nouveautés : cinq défauts (superstition, vertige, agoraphobie, nécrophobie, avarice), nouveau système d’aptitudes (talents) s’appuyant sur un mécanisme de 3 mises à l'épreuve d’attributs, valeurs de combat (attaque et parade) dépendant des aptitudes et variant en fonction de la maîtrise de chaque arme (simule l'expérience qu'a un héros dans le maniement de chacune des armes). Ce sont ces règles qui ont été utilisées pour les jeux vidéo de la « Trilogie des pays du Nord ».
La boîte Die Magie des Schwarzen Auges détaille les règles de magie, qui ressemblent à celles des aptitudes ; le succès n'est donc plus automatique, et la maîtrise de chaque formule dépend de l’expérience et de la spécialisation. Une centaine de nouvelles formules apparaissent, réparties par domaines de magie (11 × 11 formules en tout). De nouveaux types de personnages font leur apparition (l’elfe des glaces, le farceur, la sorcière...). L’aide de jeu Die Götter des Schwarzen Auges développe les règles suivies par les prêtres, avec notamment le système des petits miracles (prières courtes ou oraisons jaculatoires). Le premier grand guide du monde de L’Œil noir, Das Land des Schwarzen Auges (litt. « Le Pays de l’Œil noir ») décrit les grandes villes d’Aventurie, les régimes politiques, et la hiérarchie dépendant de l'empereur d'Aventurie, Hal. Plusieurs descriptions détaillées des différentes régions voient le jour ; une boîte est consacrée à la ville d'Al’Anfa.

### Publications

#### Règles et suppléments
| Allemand                                 |
| ---------------------------------------- |
| Die Helden des Schwarzen Auges (1988)    |
| Die Magie des Schwarzen Auges (1989)     |
| Die Kreaturen des Schwarzen Auges (1989) |
| Die Götter des Schwarzen Auges (1989)    |

#### Scénarios
| Allemand                               | Commentaire                                                                         |
| -------------------------------------- | ----------------------------------------------------------------------------------- |
| Der Wolf von Winhall (1988)            |                                                                                     |
| Mehr als 1000 Oger (1988)              | Aventure historique, avec impact direct sur l’univers de L'Œil noir                 |
| Die Seelen der Magier (1988)           | Aventure historique, avec impact direct sur l’univers de L'Œil noir                 |
| Elfenblut (1988)                       |                                                                                     |
| Die Kanäle von Grangor (1988)          |                                                                                     |
| Schatten über Travias Haus (1988)      |                                                                                     |
| Gaukelspiel (1988)                     | Suite du Tournoi des félons                                                         |
| Im Zeichen der Kröte (1988)            | Suite de Terreur sur Ranak — 2e volet de la tétralogie des mers du Sud              |
| Die Insel der Risso (1988)             | Suite de Terreur sur Ranak — 3e volet de la tétralogie des mers du Sud              |
| Liebliche Prinzessin Yasmina (1989)    | Aventure solo ; traduite en français en 2017 à l'occasion de la traduction de la V5 |
| Das große Donnersturmrennen (1989)     |                                                                                     |
| Wie Sand in Rastullahs Hand (1989)     |                                                                                     |
| Der Bund der Schwarzen Schlange (1989) | Suite de Terreur sur Ranak — 4e volet de la tétralogie des mers du Sud              |
| Menschenjagd (1989)                    |                                                                                     |
| Im Traumlabyrinth (1989)               |                                                                                     |
| Das Grabmal von Brig-Lo (1990)         |                                                                                     |
| Folge dem Drachenhals (1990)           |                                                                                     |
| Auf der Spur des Wolfes (1990)         |                                                                                     |
| Stromaufwärts (1990)                   |                                                                                     |
| Xeledons Rache (1990)                  |                                                                                     |
| Wie der Wind der Wüste (1991)          |                                                                                     |
| Inseln im Nebel (1991)                 |                                                                                     |
| Staub und Sterne (1991)                | Aventure historique, avec impact direct sur l’univers de L'Œil noir                 |
| Die Attentäter (1991)                  | Aventure historique, avec impact direct sur l’univers de L'Œil noir                 |
| Die Tage des Namenlosen (1991)         |                                                                                     |
| Der Zorn des Bären (1992)              |                                                                                     |
| Das Schiff in der Flasche (1992)       |                                                                                     |
| Der Götze der Mohas (1992)             |                                                                                     |
| Die Stadt des toten Herrschers (1992)  |                                                                                     |
| Ein Stab aus Ulmenholz (1992)          |                                                                                     |

## Troisième édition

### Présentation
Les règles de la troisième édition ont été publiées en 1993 dans l'ouvrage  Abenteuer Basis Spiel (« Règles de base du jeu d'aventure »). Elle approfondit plusieurs points de la deuxième édition : spécialisation à manier certaines armes (et bonus à l'attaque et à la parage quand l'arme est utilisée), introduction d'un système d'échec et de réussite critiques (un double 0 est toujours un échec, un double 20 toujours une réussite), ajout de deux attributs (dextérité et intuition) et de deux défauts (curiosité et irascibilité) ; sept caractéristiques positives et sept négatives définissent désormais un personnage :
- positives : courage (Mut), intelligence (Klugheit), charisme (Charisma), dextérité (Fingerfertigkeit), adresse (Gewandtheit), intuition (Intuition) et force (Körperkraft) ; elles sont déterminées par 1d6+7 ;
- négatives : superstition (Aberglauben), vertige (Höhenangst), claustrophobie (Raumangst), avarice (Goldgier), nécrophobie (Totenangst), curiosité (Neugier) et impulsivité (Jähzorn) ; elles sont définies par 1d6+1.

Deux nouveaux livres approfondissent la magie, les rituels, et la religion : en 1994, la boîte Götter, Magier und Geweihte est une importante étape pour les personnages versés dans la magie. Les Codex Cantiones contiennent environ 200 formules classées par spécialisations ; le livre Arkana Mysteria détaille tous les aspects de la magie (guildes, démonologie, élémentalisme, analyse de la magie, voyage dans le temps ou dans les limbes, fusion de plusieurs formules en une, méthodes d'inversion de formules, grimoires de magie en Aventurie, alchimie, etc.). Ces nombreuses perspectives ont à leur tour soulevé de nouvelles questions, qui feront l’objet d’un livre complémentaire pour la magie, Salamandaris Compendium, et d'un autre pour la religion, Kirche, Kulte und Ordenkrieger. Plusieurs boîtes dédiées à une région ou à un peuple font leur apparition et sont notamment consacrées aux elfes et nains.

### Publications
| Allemand                                                      | Néerlandais                     | Commentaire                   |
| ------------------------------------------------------------- | ------------------------------- | ----------------------------- |
| Abenteuer-Basis-Spiel — Die Helden des Schwarzen Auges (1993) | Inleiding op het Avontuur       | Règles de base                |
| Drachen, Greifen, Schwarzer Lotos (1996)                      |                                 | Faune et flore de l'Aventurie |
| Dunkle Städte, lichte Wälder (1993)                           |                                 | Nains et elfes d'Aventurie    |
| Götter, Magier und Geweihte (1995)                            |                                 | Dieux et magie                |
| Kaiser Retos Waffenkammer (1995 ; 2e éd. 1998)                |                                 | Armes et armures              |
| Kirche, Kulte, Ordenskrieger (2000)                           |                                 |                               |
| Lanze, Helm und Federkiel (1996)                              |                                 | Équipement de l'aventurier    |
| Mit Mantel, Schwert und Zauberstab (1992)                     | Met Mantel, Zwaard en Toverstaf | Comment vit un Aventurien     |
| Von Brabak nach Grangor (1998)                                |                                 | Carte du sud de l'Aventurie   |

## Quatrième édition

### Présentation
La quatrième édition de L'Œil noir correspond à l'édition en anglais The Dark Eye. Une pré-version en avait été expérimentée avec les règles de Myranor, en 2000 ; une fois bien éprouvées, les règles sont sorties officiellement en tant que quatrième édition pour l’Aventurie. Cette édition présente une grande modularité et se débarrasse des mécanismes les plus anciens, notamment des notions de classe de personnage et d'évolution par niveaux (qui restent à titre indicatif, pour estimer la puissance globale du personnage et pour définir le coût d'activation d'un nouveau talent) ; elle introduit une nouvelle qualité : la constitution ; les personnages sont désormais répartis par ethnie, culture et profession (qui ne détermine pas l'évolution ultérieure du personnage).
Comme il n'existe pas d'édition française, les termes utilisés dans les paragraphes suivants ont été traduits à partir de l'édition anglaise et du site internet allemand : il peut y avoir des incohérences avec la version française de la première édition ou une éventuelle traduction ultérieure. Les règles anglaises ont été manifestement traduites par des Allemands qui ont utilisé l'anglais américain (cf. utilisation du terme « employ », ou de « ax » au lieu de « axe » pour désigner la hache).

### Règles

#### Personnage
Un personnage est défini par
- son peuple et sa culture (humain thorvalien ou tulamide, elfe, nain) ;
- sa profession (optionnelle)
  - combattant (guerrier, mercenaire, pirate),
  - spécialiste de l'extérieur (chasseur, éclaireur, messager),
  - marginal (saltimbanque, gredin, cambrioleur),
  - érudit (magicien, explorateur, médecin) ;
- neuf attributs, qui varient de 1 à 21[7]
  - quatre attributs mentaux (courage, intelligence, intuition, charisme),
  - quatre attributs physiques (dextérité, agilité, constitution, force),
  - un attribut social, le statut social, qui va de 1 (criminel, esclave) à 21 (prince, roi ; une dizaine de personnes seulement ont un statut social de 21 en Aventurie) ;
- des attributs dérivés des attributs : endurance, vitalité, résistance à la magie, base d'attaque, base de parade, base d'attaque à distance, base d'initiative, et énergie astrale pour les utilisateurs de magie)
  - vitalité = (2 × constitution + force)/2 + modificateur de peuple + avantage « Vigoureux » (s'il a été choisi),
  - endurance = (courage + constitution + agilité)/2 + modificateur de peuple + modificateur de profession + avantage « Endurant » (s'il a été choisi),
  - base d'attaque = (courage + agilité + force)/5,
  - base de parade = (intelligence + agilité + force)/5,
  - base d'initiative = (2 × courage + intelligence + agilité)/5[8],
  - etc. ;
- des talents (compétences), qui représentent les domaines que le personnage a étudiés ou pratiqués (marchandage, équitation, combat à l'épée, escalade...).

La création se fait en dépensant des « points de génération » ; chaque joueur dispose de 110 points, puis choisit son peuple, sa culture, sa profession ; certains peuples, cultures ou professions procurent des avantages et coûtent des points de génération : par exemple 20 points pour être guerrier ou magicien, 25 pour être un elfe, 10 pour être thorvalien, etc. Les points restant sont dépensés pour les attributs selon le principe « un point de génération par point d'attribut » ; il est impossible de dépenser plus de 100 points en attributs ; les scores doivent être compatibles avec la profession : par exemple, le guerrier doit avoir au minimum 13 en constitution, 12 en courage, en agilité et en force, et 7 en statut social. Peuple, culture et profession augmentent ou diminuent les attributs ; certains peuples ou cultures limitent les choix de profession ; les elfes disposent souvent de deux professions spécifiques. Le système de génération comprend un système d'avantages et de défauts : les avantages (noblesse, chance, etc.) coûtent des points de génération, alors que les défauts (arrogance, phobie, etc.) en donnent, sans permettre de gagner plus de 50 points.
Une fois tous les points de génération dépensés, le joueur dispose de points de génération spécifiques pour acheter des talents : (intelligence + intuition)×20 points, utilisés selon un barème qui varie selon le talent et le niveau acheté ; un talent ne peut dépasser le niveau 3 à la création. Les elfes et magiciens disposent de (intelligence + intuition)×5 points de génération pour acheter des sorts, et peuvent convertir jusqu'à la moitié de leur points destinés aux talents pour les sorts.
Le personnage obtient de l'argent pour acheter son matériel : (statut social × statut social × statut social) sous.
Les règles contiennent des archétypes qui facilitent la création des personnages.

#### Santé
La vitalité désigne la santé : elle baisse lorsque le personnage est blessé, malade ou empoisonné ; si la vitalité tombe en dessous de 0, le personnage tombe inconscient et meurt dans les minutes qui suivent s'il ne reçoit pas de soins ; s'il a un score négatif inférieur à sa constitution, il meurt sur l'instant. L'endurance désigne l'effet de la douleur et de l'essoufflement (fatigue à court terme) : une baisse de cette valeur handicape le personnage, mais est réversible par un simple repos (un personnage regagne 3d6 points d'endurance par tour de jeu, c'est-à-dire toutes les cinq minutes). Les dégâts encaissés lors des combats à mains nues sont intégralement déduits de l'endurance et pour moitié déduits de la vitalité.
Une règle optionnelle gère la fatigue à long terme : un personnage qui effectue des tâches exténuantes (comme une marche forcée) cumule des « points de fatigue » (Exhaustion) ; lorsqu'il atteint un nombre de points égal à sa constitution, il cumule des « points d'épuisement » (Over-exhaustion). Chaque point d'épuisement équivaut à un « point d'encombrement » supplémentaire, et constitue un malus pour toute action physique ; par ailleurs, sa constitution diminue d'un point. Lorsque le nombre de points d'épuisement atteint le score initial de constitution, le personnage s'écroule. Un personnage récupère un point d'épuisement par heure de repos (deux par heure de sommeil) ; une fois l'épuisement récupéré, il récupère deux points de fatigue par heure de repos (quatre par heure de sommeil).
Des règles optionnelles gèrent la baisse des capacités lorsque la santé se dégrade. Par exemple, si un coup inflige des dégâts supérieurs à la constitution du personnage, celui-ci souffre d'une blessure qui diminue ses capacités et laissera des séquelles et une cicatrice, même après guérison totale. Si l'endurance diminue jusqu'au tiers de sa valeur initiale, le personnage accumule un point de fatigue ; si elle tombe à 0, le personnage prend 1d6 points de fatigue.

#### Résolution des actions
Certaines situations générales sollicitent les ressources du personnage, mais pas son savoir-faire : elles sont résolues par un test d'attribut ; par exemple, on fera un test de courage pour ne pas paniquer, un test de force pour soulever une masse, un test d'intelligence pour se souvenir d'un événement, ou un test de constitution pour résister à une maladie ou à un poison. Un test d'attribut est réussi si : 1d20 ≤ attribut + modificateur.
Certaines situations spécifiques font appel à plusieurs attributs et à l'expérience de personnage : elles sont résolues par un test de talent, où un talent désigne une liste de trois attributs et les points de talent désignent l'expérience. Un test de talent réussit quand les trois tests d'attribut sont réussis. Les points de talent servent à modifier le résultat du jet de dé : en cas d'échec d'un test d'attribut, le joueur peut dépenser des points de talent pour améliorer son résultat et ainsi réussir son test ; si le joueur a un nombre négatif de points de talent, un malus s'applique. Les tests peuvent être assortis d'un modificateur de difficulté, qui s'ajoute aux points de talent et qui va de +7 (extrêmement facile) à -25 (quasiment impossible, même pour une personne entraînée et équipée). Le nombre de points de talent non dépensés mesure la qualité de la réussite ou l'avancement d'une tâche complexe (Open test) : à chaque test, on cumule les points de talent résiduels ; le meneur de jeu ayant déterminé le total de points à atteindre pour compléter la tâche, ce décompte permet d'estimer le temps nécessaire pour réaliser le travail. En cas de confrontation entre personnages (duel, ou Contested test), celui auquel il reste le plus de points de talent remporte le duel.

### Publications
Les titres en gras correspondent aux boîtes fondamentales du système de la quatrième édition
| Allemand                                          | Anglais                                            | Commentaire     |
| ------------------------------------------------- | -------------------------------------------------- | --------------- |
| Das Schwarze Auge (2001)                          | The Dark Eye (2004)                                |                 |
| Schwerter und Helden (2001)                       |                                                    |                 |
| Zauberei und Hexenwerk (2003)                     |                                                    |                 |
| Götter und Dämonen (2003)                         |                                                    |                 |
| Geographia Aventurica (2003) (ISBN 3-89064-291-8) | The World of Aventuria (2009) (ISBN 1-932564-06-3) |                 |
| Abenteuer Aventurien (2000)                       |                                                    |                 |
| Aventurisches Arsenal (2004)                      |                                                    |                 |
| Liber Cantiones (2004)                            |                                                    |                 |
| Meisterschirm (2004)                              |                                                    | Écran du maître |
| Stäbe, Ringe, Dschinnenlampen (2003)              |                                                    |                 |
| Zoo-Botanica Aventurica (2004)                    |                                                    |                 |
|                                                   | Secret of the Blue Tower/Witching Hour (2005)      | Deux scénarios  |

## Cinquième édition
Lors de la RatCon 2013 qui s'est tenue du 31 août au 1er septembre, Ulisses Spiel a annoncé la cinquième édition de L'Œil noir en allemand ; cette version était prévue pour le 14 octobre 2014, mais a été repoussé à mai 2015, sans doute en raison du départ du directeur de la publication Mario Truant. L'éditeur a décidé de faire un projet participatif : les joueurs sont invités à donner leur avis sur quoi garder, quoi modifier.
Les principes fondamentaux des règles devraient être conservés, mais avec des simplifications :
- regroupement de talents ;
- disparition de l'attribut endurance ;
- remplacement des points de génération de personnages par des points d'aventure initiaux.

La version bêta des règles a été publiée le 10 mai 2014 et mise en téléchargement gratuit ; les joueurs sont invités à faire leur remarques jusqu'en octobre 2014, date à laquelle commencera la finalisation du produit. Il est également possible d'acheter une version imprimée de la version bêta pour une quinzaine d'euros.
Le livre des règles de la 5e édition était prévue pour mai 2015, et est finalement parue le 31 juillet.
Le 14 septembre 2015, l'éditeur français Black Book Éditions annonce qu'il sortira une « nouvelle édition française » de L'Œil noir,. Le projet est en partenariat avec l'éditeur associatif Scriptarium et le site Aventurie.com, et la campagne de financement participatif a été lancée le 11 avril 2016, et le projet financé en 37 minutes. La sortie était prévue au départ pour l'automne 2016 mais a ensuite été décalée à l'automne 2018, délai qui n'a pas été tenu. La 5e édition est finalement publiée par Black Book Éditions au premier trimestre 2020.
Le 24 juillet 2015, Ulisses Spiele annonce qu'il publiera une version anglaise de cette édition au début de l'année 2016, en partenariat avec Timothy Brown ; il sera édité par Paizo Publishing. La souscription est lancée sur Kickstarter le 5 mai 2016 et a été financé dans la journée même.
La version anglaise de l'Almanach de l'Aventurie (The Dark Eye: Aventuria Almanac) reçoit l'ENnie d'argent pour le meilleur cadre de campagne lors de la Gen Con de 2017.
Les règles sont publiées, à l'image du DRS (document de référence du système) de Donjons et dragons, sous la forme d'une page web.

### Publications
| Allemand                           | Anglais                   | Français                                                 | Commentaire |
| ---------------------------------- | ------------------------- | -------------------------------------------------------- | --- |
| Regelwerk (2015)                   | Core Rules                | L'Œil noir, le jeu de rôle et d’aventure (2020)          | Règles de base |
| Aventurisches Bestiarium (2015)    | Aventuria Bestiary        | Bestiaire aventurien (2020)                              | Monstres et animaux de l'Aventurie                                                                                            |
| Schnellstartregeln (2015)          | Quickstart                | inclus dans la boîte Initiation au jeu d'aventure (2020) | Quickstart (gratuit en allemand et en anglais mais pas en français)                                                           |
| Aventurischer Almanach (2016)      | Aventuria Almanach        | Almanach aventurien (2021)                               | Présentation du continent (géographie, histoire, sciences, PNJs, quelques monstres emblématiques,...)                         |
| Die Streitenden Königreiche (2016) | The waring Kingdoms       | Les Royaumes Ennemis (2024)                              | Supplément géographique : Nostrie et Andergast                                                                                |
| Aventurisches Kompendium (2016)    | Aventurian Compendium     |                                                          | Règles supplémentaires pour les "profanes" (non jeteurs de sorts)                                                             |
| Aventurische Rüstkammer (2016)     | Aventuria Armory          |                                                          | Équipement de l'aventurier |
| Aventurische Magie (2016)          | Magic of Aventuria (2019) | Magie aventurienne (2023)                                | Règles supplémentaires pour magiciens de guilde, nouvelles professions et traditions magiques (charlatan, danseur, barde,...) |
| Die Siebenwindküste (2017)         |                           |                                                          | Supplément géographique : La côte des sept vents et l'Albernie                                                                |
| Aventurisches Götterwirken (2017)  | Gods of Aventuria (2021)  |                                                          | Règles supplémentaires pour les prêtres, nouveaux dieux, nouvelles traditions, ...                                            |
| Aventurisches Bestiarium II (2017) |                           |                                                          | Monstres et animaux de l'Aventurie                                                                                            |

## Produits dérivés

### Figurines
La boîte Accessoires du maître (1re éd.) contenait des figurines en carton ; des figurines en étain ont également été produites pour cette version. Le fondeur Ral Partha prend la suite de Hobby Products GmbH pour la fabrication de figurines pour la 4e édition.

### Jeux vidéo

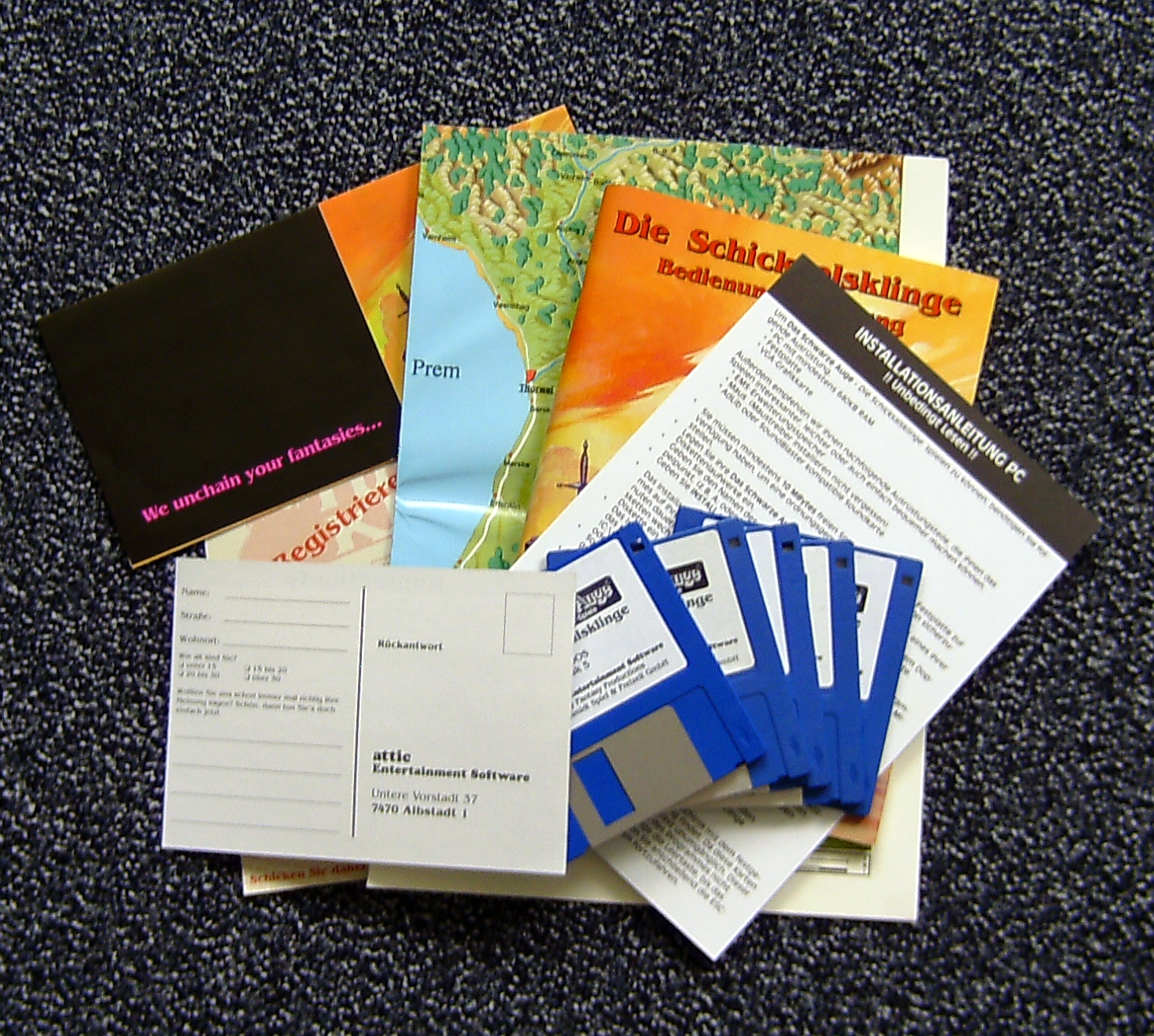
Contenu de la boite Das Schwarze Auge – Die Schicksalsklinge

- De 1992 à 1996 : Attic et Sir-Tech éditent une série de trois jeux vidéo surnommée la « Trilogie des pays du Nord » (Nordlandtrilogie (de)), connue en anglais sous le titre Realms of Arkania (RoA).
  - 1992 : Realms of Arkania: Blade of Destiny (pour Amiga et MS-DOS)
    - Un remake a été produit par le studio autrichien Crafty Studios et il a été mis à disposition sur la plateforme Steam le 30 juillet 2013. Le jeu fut très mal accueilli car mal testé et finalisé et aussi trop "old school" pour le public de 2013. Il a néanmoins connu ensuite 3 DLC et a été depuis publié sur PS4 et XBox.

  - 1994 : Realms of Arkania: Star Trail (pour MS-DOS)
    - Un remake a été produit par le studio autrichien Crafty Studios et il a été mis à disposition sur la plateforme Steam le 11 novembre 2016.

  - décembre 1996 : Realms of Arkania: Shadows over Riva (pour MS-DOS)
- Drakensang
  - 2008 : Drakensang : L'Œil noir
  - 2010 : Drakensang: The River of Time et son supplément  Phileasson's Secret (Drakensang: Phileassons Geheimnis)
- Les Chaînes de Satinav/Memoria
  - 2012 : L'Œil noir : Les Chaînes de Satinav
  - 2013 : Memoria
- Blackguards
  - 2014 : Blackguards : L'Œil noir
  - 2015 : Blackguards 2
- Autres titres :
  - 2011 : The Dark Eye: Skilltree Saga
  - 2012 : Das Schwarze Auge: Herokon Online (de)
  - 2013 : L'Œil noir : Demonicon

### Film
En 2011, une bande annonce de 15 minutes a été présentée à la convention de Cologne. Il s'agit d'un projet de film réalisé par Thomas Wolff et Jie Lin, produit par Legendary Units et distribué par KSM. En 2017, le site officiel du film ne contient plus de contenu spécifique et pointe vers le site du distributeur.
Le 7 juillet 2025 est posté sur YouTube un film-annonce pour un court métrage, Eine Nacht in Tobrien (Une Nuit en Tobrie).

### Jeux de société
Le premier éditeur, Schmidt Spiele, a utilisé la marque pour vendre des jeux n'ayant rien à voir avec l'Aventurie, comme par exemple le jeu de société Die Schlacht der Dinosaurier (1993) (litt. le combat des dinosaures).
Par la suite, d'autres jeux sont sortis, en rapport ceux-là avec le jeu de rôle :
- Der Weg nach Drakonia (2005) ;
- Drachenjäger von Xorlosch (2006) ;
- Anno Bosparans Fall (2014).

Un autre jeu, Orkensturm, est en préparation.

### Actual Play
Depuis sa sortie L’Œil noir à fait l'objet de plusieurs actual play en One Shot ou en campagne dont voici quelques exemples :

#### En allemand
- Der Fluch des Sultans
- Das Geheimnis des Drachenritters

#### En anglais
- The Dark Eye - The One Shot Playthrough

#### En français
- Roxxe'N Roll

### Autres jeux
En 1994, Fantasy Productions a créé un jeu de cartes à collectionner nommé Dark Force : Duel en Aventurie
En 2023, l'éditeur Français Black Book Éditions propose une aventure à ce jour inédite dans l'hexagone, Princesse Yasmina, à lire et partager. Cet ouvrage, par sa couverture désuète et sa charte graphique typique des « livres dont on est le héros », est un clin d'œil aux scénarios « livres-jeux » de la première édition française.